# 에제르
에제르(e-zer)는 (주)에제르 코스메틱의 전신이며 화장품을 다루는 회사이다. 본사는 대한민국 서울특별시 강남구에 위치해 있다.

## 역사
이 회사는 2007년에 설립되었으며, 현재는 사업자 등록증 상 법인 사업자인 (주)에제르 코스메틱(e-zer cosmetic)으로 운영되고 있다. 천연 한방 추출물이라는 원료를 가지고 4개군 18개 제품을 시작으로 현재 한방화장품 / 기능성화장품 등의 에스테틱 및 스파용 화장품을 판매하고 있으며, 나노버블을 이용한 화장품 및 음용수의 개발 및 유통을 진행하고 있다.
2008년 4월과 5월 2개의 개인사업자로 자사를 두었으며, 경기도 여주와 강원도 춘천, 경기도 성남시 분당구에 각각 지사를 두어 운영을 하다가 2014년 본사를 서울시 강남구 삼성동으로 이전하여 통합 운영중이다. 에제르 코스메틱은 '에제르(e-zer)브랜드로 판매되고 있는 모든 화장품을 총괄하고 있으며, 전국 지역별 파트너쉽을 구축하여 전국적인 판매망을 구축하고 있다.

## 자체브랜드
color ez : 컬러테라피를 접목한 컬러 아로마오일
e-zer : 한방화장품 / 기초화장품 / 특수 앰플 등의 제품
CYGNE : 주름개선 및 미백 기능성 화장품
GLAXIA : 순수 천연 캐리어(베이스)오일
NANO BUBBLE WATER H : 나노버블 기술을 활용한 수소수. 나노버블수소수로 화장품 및 음용수 개발